# Visions Fugitives
Visions Fugitives — шестой студийный альбом прогрессив трэш-метал группы Mekong Delta, вышедший в 1994 году.

## Об альбоме
Visions Fugitives был записан в 1994 году.

## Список композиций
1. «Them» — 5:05
2. «Imagination» — 4:49
3. «Suite For Group And Orchestra (Introduction, Preludium, Allegro, Dance, Fugue, Postludium)» — 21:15
4. «The Healer» — 7:34
5. «Days Of Sorrow» — 5:03

## Участники записи
- Дуг Ли — вокал
- Уве Бальтруш — гитара
- Ральф Хьюберт - бас
- Питер Хаас - ударные